# 카를로스 2세 (스페인)
카를로스 2세(스페인어: Carlos II, 1661년 11월 6일 ~ 1700년 11월 1일)는 스페인의 국왕이다. 광인왕 카를로스(스페인어: Clarlos el Hechizado)라고도 불렸다. 스페인을 다스린 합스부르크 왕가의 마지막 왕이다. 그는 스페인 피에몬테 주와 교황령 베네치아 공화국을 제외한 이탈리아, 남부 저지대 국가, 그리고 멕시코와 필리핀을 포함한 스페인의 해외 영토를 다스렸다.
신체가 허약한데다가 장애를 앓고 있었던 그는 광인이라는 모함을 당하기도 했다. 프랑스의 태양왕 루이 14세의 왕비 마리 테레즈는 그의 배다른 누나였다. 또한 그의 어머니 마리아나는 카를로스 2세의 고모 마리아 아나의 딸로 어머니이자 고종사촌이 되기도 했다. 이렇게 여러 대에 걸친 근친혼으로 태어난 탓에 카를로스 2세는 여러 가지 장애를 앓고 있었는데 다음과 같았다.
- 주걱턱에 혀가 심할 정도로 커서 입을 다물고 있기 어려웠다.
- 키 자체는 컸지만 상반신만 엄청나게 컸고 반면 다리는 가늘고 왜소한 탓에 제대로 몸을 지탱할 수조차 없었다. 즉, 서 있는 것이 불가능했다.
- 지적장애를 앓고 있었다. 이 때문에 허수아비화 되었으며 카를로스 2세의 치세기간 동안 카를로스 2세가 직접 나라를 다스리지 못하고 다른 사람들이 카를로스 2세의 이름으로 전횡을 일삼았다.
- 30살이 넘어가기 시작하면서 탈모 증세까지 나타났다.
- 심지어는 뇌전증까지 앓는 등 카를로스의 지병은 한두개가 아니었다.

## 생애

### 유년기
카를로스 2세는 1661년 마드리드에서 스페인 국왕 펠리페 4세와 그의 두 번째 아내이자 신성 로마 제국의 황제인 페르디난트 3세의 딸인 마리아나 사이에서 태어났다. 어머니 마리아나는 또한 펠리페 3세의 딸 마리아 아나의 딸로, 아버지 펠리페 4세의 외조카딸이었다. 본래 마리아나는 펠리페 4세의 아들이자 그가 태어나기 전에 죽은 이복 형 발타사르 카를로스와 결혼할 예정이었으나, 발타사르가 요절하면서 외삼촌인 펠리페 4세의 후처가 되었다.
그는 펠리페 4세가 합법적인 결혼을 통해 얻은 아들들 중 유일하게 살아남은 아들이었다. 당시 합스부르크 왕가 내에서는 근친혼이 자주 이루어졌는데, 이로 인해서 이들 사이에서는 정상적이지 못한 아이가 태어나는 일이 잦았다. 펠리페 4세가 대를 이을 자식을 얻지 못하여 왕가가 끊어질까봐 걱정하였던 사람들에게 카를로스 2세의 탄생은 큰 기쁨이었다. 그러나 카를로스 2세는 몸이 허약하여 5~6세가 되어서야 젖을 떼었고 걸음마를 하는 데에도 그 후 몇 년이 걸렸으며, 이러한 이유로 인하여 교육도 제대로 받을 수가 없었다. 그는 아홉살이 되도록 글을 읽고 쓰지 못했고, 1671년까지는 말을 탄 경험도 없었다. 또한 합스부르크 가 특유의 긴 턱 때문에 음식을 씹는 것도 어려웠다. 카를로스 2세는 1665년에 매우 어린 나이로 왕위에 올랐고, 그의 모비인 마리아나가 10년간 섭정을 하였다. 그러나 경험과 능력이 부족한 마리아나는 당시 스페인이 처한 상황을 이해하지 못했고 몇몇 총신들에 의지해야 했다.

### 치세
4살에 아버지 펠리페 4세가 사망하여 왕위를 계승했다. 한편 그의 신체적 장애를 본 프랑스 왕실 고문 쥘 마자랭 추기경은 루이 14세와 마리 테레즈의 결혼을 배후에서 성사시켰고, 그녀의 손자인 펠리페는 장애인이었던 마리의 이복 남동생 카를로스 2세가 결국 자식이 없이 서거하게 되자 후계자로 지명되었다.
궁중은 부왕 펠리페 4세의 서자였던 소(少) 후안 호세 데 오스트리아와 모후 마리아나 사이에 벌어진 권력 다툼으로 상당히 시끄러웠고, 그 결과 마리아나는 후안 호세에 의해서 쫓겨났다. 마리아나는 1679년 후안 호세가 죽자 다시 궁중으로 돌아왔다. 같은 해 카를로스 2세는 오를레앙의 마리 루이즈와 결혼하였다. 마리 루이즈는 1689년에 사망하였다. 그 후 카를로스 2세는 팔츠노이부르크의 마리아 아나와 결혼하였다. 두 번의 결혼은 이후 프랑스와 오스트리아가 스페인의 왕위계승권을 놓고 다투게 되는 계기 중 하나가 되었다.
카를로스 2세는 거의 평생 동안 프랑스 또는 오스트리아의 꼭두각시처럼 살아야 했다. 그는 어떻게든 아들을 얻으려 노력했지만 실패하였고, 자녀들은 요절하고 말았다. 그는 프랑스인들을 그다지 좋아하지 않았고, 결국 말년에는 오스트리아의 합스부르크 왕가로 왕위를 넘기기 위해서 친 프랑스파와 충돌을 벌이기도 하였다. 그러나 결국 톨레도 대주교의 압박으로 인해 프랑스 국왕 루이 14세의 손자인 앙주 공작 필리프를 후계자로 지명하였다. 카를로스 2세는 1700년 마드리드에서 사망하였다. 그의 사후 스페인의 왕위 계승을 놓고 스페인 왕위계승전쟁이 발발하였으며, 스페인이 유럽에 가지고 있던 영토는 분할되어 버렸다.